# Ангара (ракета-носій)

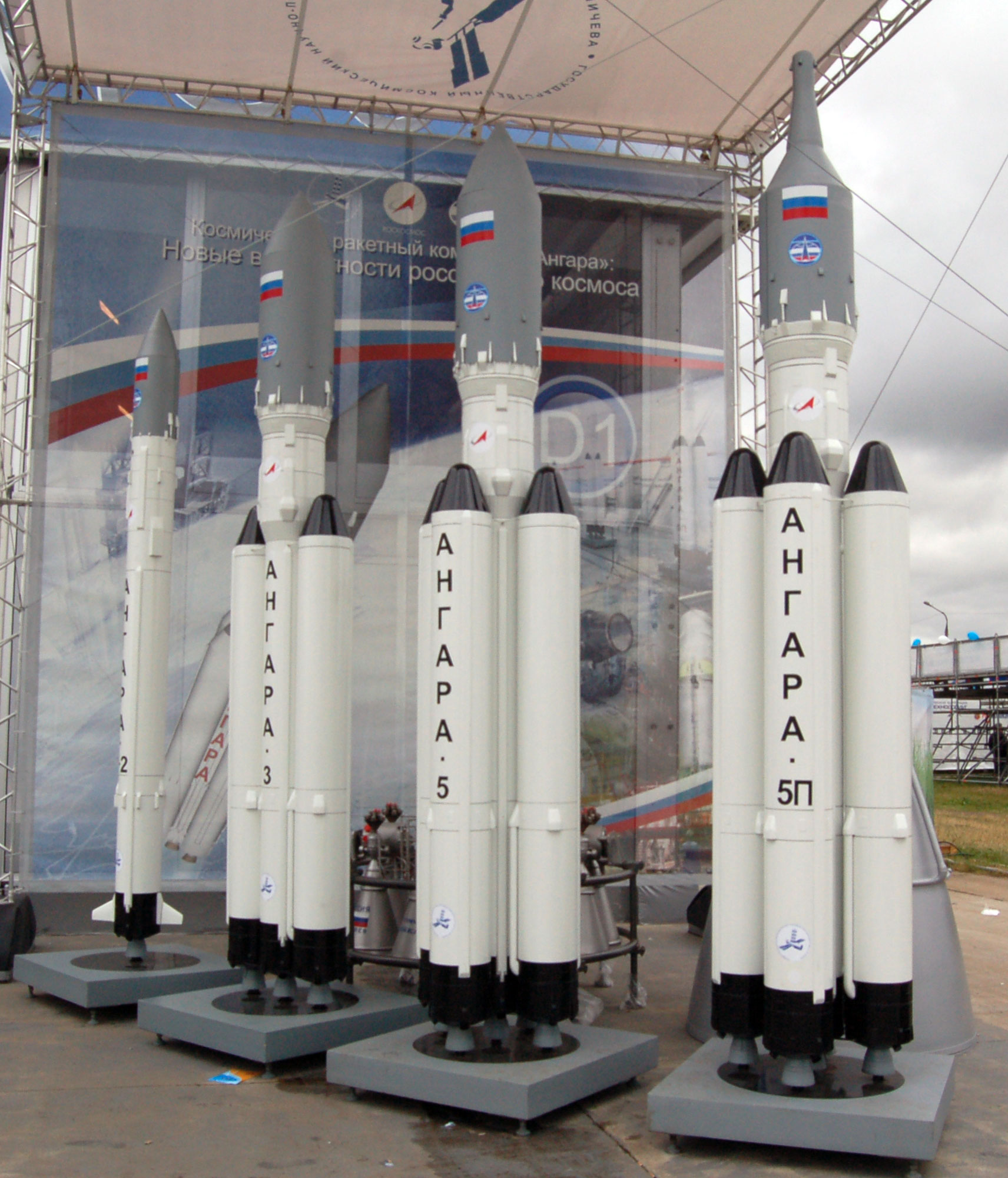
Макети різних компонувань ракет-носіїв «Ангара» на МАКС-2009

Варіанти компоновки

«Ангарá» — сімейство розроблюваних ракет-носіїв модульного типу з киснево-гасовими двигунами, що включає в себе носії чотирьох класів — від легкого до важкого — в діапазоні вантажопідйомністю від 1,5 («Ангара 1.1») до 35 («Ангара А7») тонн на низькій навколоземній орбіті (при старті з космодрому «Плесецьк»). Головним розробником та виробником РН сімейства «Ангара» є Державний космічний науково-виробничий центр імені М. В. Хрунічева.
Різні варіанти «Ангари» реалізуються за допомогою різного числа універсальних ракетних модулів (УРМ) (УРМ-1 — для першого ступеня, УРМ-2 — для другого та третього) — один модуль для носіїв легкого та середнього класу («Ангара 1.1» і 1.2), три — для носіїв середнього класу («Ангара А3») і п'ять — для носія важкого класу («Ангара А5»).
Довжина УРМ становить 25,1 м, діаметр  — 2,9 м, маса з заправленим паливом  — 149 тонн. УРМ комплектується киснево-гасовим двигуном РД-191.
На програму витрачено 100 млрд руб. (2013).

## Цілі створення комплексу
Після розпаду СРСР космодром «Байконур», з якого здійснювалися запуски важких ракет-носіїв «Протон» і «Енергія», опинився за межами Російської Федерації. Виникла необхідність створення комплексу ракети-носія важкого класу, всі елементи якого виготовляли б із російських комплектуючих на російській виробничій базі, а пуски здійснювали з космодромів, розташованих на території країни.
1. Росії необхідний ракетний комплекс, здатний виводити на геостаціонарну орбіту корисні навантаження зі своєї території (космодром «Плесецьк», можливий варіант — космодром «Східний»). Наразі ракету-носій «Протон» запускають тільки з космодрому «Байконур», розташованого в Казахстані, і пуски цих ракет намічено припинити.
2. З міркувань стратегічної безпеки комплекс повністю спроектований і виготовлений кооперацією російських підприємств, що знаходяться на території країни.
3. Заміна важких ракет-носіїв із токсичним паливом. Зазвичай як паливо для «важких» РН (в СРСР / РФ) використовували отруйний гептил. Наразі гептил використовують у РН «Протон-М». В «Ангарі» використовуватимуть екологічно чисте паливо на основі гасу, як окислювач виступатиме рідкий кисень, відповідно, така ракета є безпечнішою під час використання і не матиме відповідних обмежень за траєкторіями запуску. У майбутньому можливе застосування «Ангари» і для пілотованих польотів.
4. Модульність. Дозволить спростити доставку готового виробу залізницею до місця старту. Модульна концепція побудови дає змогу створити ціле сімейство РН: легкого класу (на базі 1-го модуля першої ступені з масою корисного навантаження на низькій навколоземній орбіті 1,5 т), важкого (до 35 т, що складається з 7 універсальних ракетних модулів у складі першої ступені).
5. Корисне навантаження «Ангари А5» — до 26 тонн, що більше, ніж у «Протона». Це дасть змогу вивести з космодрому Плесецьк на геостаціонарну орбіту корисне навантаження такої ж маси, як і з космодрому Байконур за допомогою «Протона-М».

У результаті створення «Ангари» ДКНПЦ ім. Хрунічева може зайняти майже весь російський ринок космічних запусків, створивши на основі УРМ єдину заміну для більшості наявних типів ракет-носіїв, створених у СРСР:
- «Ангара А5» і «Ангара А7» замість «Протона» (паливо на основі висококиплячих отруйних компонентів)
- «Ангара А3» замість «Зеніту-2» (виробляли в Україні тільки для проєкту морський/наземний старт, фактично виробництво зупинили після 2013 року)
- «Ангара А1.2» замість «Циклона-2/3» (знято з виробництва в Україні)
- «Ангара А1.1» замість «Космоса-3М» (паливо на основі висококиплячих отруйних компонентів, знято з виробництва в 90-х).

Без заміни залишалося б тільки сімейство ракет-носіїв типу Р-7 («Союз»/«Блискавка») і легкі конверсійні носії на базі МБР. Методологія створення уніфікованої низки ракет-носіїв стала основою докторської дисертації першого заступника генерального директора ДКНПЦ ім. Хрунічева А. А. Медведєва, яку він захистив у 1999 році (у 2001 році А. А. Медведєв був призначений генеральним директором). Крім того, були підстави вважати, що з часом значна частина навантажень РН «Союз» має мігрувати на вищий рівень і перейти на РН «Ангара-А3».

## Варіанти ракети
- «Ангара-1.2» — РН легкого класу (з одного УРМ на РД-191).
- «Ангара-А3» — РН середнього класу (з трьох УРМ на РД-191).
- «Ангара-А5» — РН важкого класу (з п'яти УРМ на РД-191).
- «Ангара-А5М» — РН важкого класу (з п'яти УРМ на РД-191М).
- «Ангара-А5В» — РН важкого класу підвищеної вантажопідйомності (з п'яти УРМ на РД-191М).

## Хронологія розробки
9 січня 2018 року було оголошено, що Центр ім. Хруничева розпочав розробку багаторазового ступеня для ракети легкого класу "Ангара-1.2".